# 地球空洞説
地球空洞説（ちきゅうくうどうせつ、Hollow Earth）とは、我々の住むこの地球は、中身の詰まった球体ではなく、ゴムボールのように中空であったり、別世界へ繋がっているという考え方。古くから概念として存在する。「アガルタ世界」や小説「地底旅行」（後述）が有名である。
大航海時代と20世紀の科学の発展により根拠を失い衰退した。測地学の分野では長期間にわたって議論されたが、科学者たちは一様にこれを疑似科学であるとして、退けた。これには球殻の内側の凹面は人間などの居住が可能だというアイデアを含んでいる。
アイザック・ニュートンの万有引力の法則に従えば、球状に対称な凹面の殻内部では、殻の厚さに関わりなく、全ての地点で無重力となってしまうことがわかっている（地球の自転から生じる遠心力は“外”方向へ人を引きつけるが、回転半径が最も大きい赤道地域でさえ、この力は通常の地球の重力の0.3%にすぎない）。したがって、空洞内の地表に人や建物が存在するような世界は物理的にあり得ない。

## 古代の思想
神話などで、地下世界（Underworld、netherworld）の存在が示唆されていた。古代ギリシアの死後の世界の考え方では、地下に冥界Greek underworldが置かれていた。そのほか、北欧神話のスヴァルトアールヴヘイム、キリスト教やユダヤ教の地獄などである。また、北アメリカ南西部の諸民族は、地下に4‐5層の地下世界が広がり、祖先は地下から這い出てきたと考えられていた。

## 地球空洞説の歴史

ハレーの提唱した空洞地球のモデル。地球内部にはひとつの中心核と二層の中空の球核があり、それらが空気を挟んで隔てられて浮かんでいる。

オイラーが提唱したとされる空洞地球のモデル。地球の中心には直径1000kmほどの輝く星がある。

以下、まずは主な説を年代順に挙げる。
エドモンド・ハレー（1692年）
イギリスの天文学者。極地方の変則的な磁気変動を説明するために地球空洞説を考案、イギリス学士院で「地球空洞説」を発表した。
これは、「水星と同じ直径の中心核と、金星および火星と同じ直径で厚さ500マイルの同心球状の二つの内核とからなる空洞地球」、という説であった。これらの殻同士は空気の層で切り離され、各々の殻はそれぞれ磁極を有しており、さらに異なる速度で自転しているとされた。
また、この説では、「地球内部は明るく、おそらくは居住可能であること」、さらに「そこから逃げてくる発光性ガスによって、揺らめくオーロラが生じる」とされた。
レオンハルト・オイラー（1770年頃）
スイスの数学者。地球空洞説を提唱したと主張されることがあるが、オイラー自身がそのような説を提唱した証拠となる文書は存在せず、後世の創作だと思われる。その主張によると、こちらは多重球殻を採用せず「地球内部の高度な文明を照らす、一個の内部太陽」を仮定していた。
ジョン・クリーブス・シムズ（1818年）
アメリカ陸軍の大尉。『同心円と極地の空洞帯』という本で、地球空洞説をとなえた。これによると「地球は厚さ800マイル (1,300km)、各々の両極に直径1400マイル (2,300km) の開口部を持つ五層の同心球である」とされ、地表の海はそのまま裏側にまでつづいているとされた。このシムズの説は、初期の地球空洞説のなかでも最も有名なものになった。
シムズは自説を裏付けるために北極の探検行を計画し、「自分は精神病者ではない」という医師の診断書までつけた500部の趣意書を、アメリカやフランスの政界、財界、学者に配布した。結局、費用が集まらなかったため、この北極探検は頓挫した。
1828年、ロシア皇帝から文書が届き、ロシア帝国主催の北極探険隊の隊長就任を要請される。しかし、シムズは1829年に死亡し、この計画には参加できなかった。現在、オハイオ州ハミルトンには、彼の地球空洞説を記念する碑が立っている。
ジョン・レスリー（1829年）
スコットランドの物理学者。『Elements of Natural Philosophy』において地球空洞説を発表(pp. 449–53)。地球内部に2つの太陽を持つモデルであった。それぞれの太陽は、冥界の神とその妃に由来してプルートとプロセルピナと名づけられていた。
その他の出来事と以後の流れは、次の通り。
1826年
アメリカのジェームズ・マクブライトは、シムズの講演を筆記して『シムズの同心球理論』(Theory of Concentric Spheres) を出版。
1868年
W・F・ライオンズ (W. F. Lyons) が『空洞地球』(Hollow Earth) を出版。
1878年
シムズの息子アメリクス・シムズ (Americus Symmes) は、ライオンズの書籍に父親の名が抜けていることに激怒し、『シムズの同心球理論－地球が空洞であり内部は居住可能で、両極に広大な口があることの論証』を出版。
1906年
アメリカのウイリアム・リード (William Reed) が、『極地の幻影』を出版。内部の太陽を持たない、単層の空洞地球のアイデアを提唱した。
1908年
アメリカのウィリス・ジョージ・エマーソンの『煙の神、ザ・スモーキー・ゴッド』(The Smoky God) は、地下の文明があるという発想の源泉となった文学作品のひとつである。本書はオラフ・ヤンセンという名のノルウェー人船員の手記という体裁を取っている。この本はヤンセンの帆船が北極にある地球中央への入り口を通って航行したと主張している。彼は地下コロニーのネットワークにいる住人と2年間を共に過ごした。エマーソンは彼らの身長が12フィートもあり、その世界は「煙がかった (smoky)」中心太陽に照らされていたと書いている。エマーソンは彼らの首都が本来のエデンの園（のちに「アガルタ」）であると主張した。(Agartha - Secrets of the Subterranean Cities)
1913年
アメリカのマーシャル・B・ガードナー (Marshall Gardner) は、『地球内部への旅・両極は実際に発見されたか』を自費出版。1920年には、挿絵や図版を大幅に増やした改訂第二版を出版した。彼のモデルは、両極に直径1400マイルの開口部をもつ厚さ800マイルの殻と、直径600マイルの内部太陽を配置したものであり、彼はこの模型を造って特許を取得した。
ガードナーの書籍にはリードへの言及はなく、シムズ説が採られている。
1920年
ポーランドのフェルディナンド・アントニー・オッセンドフスキーは1920年の旅行記『獣・人・神々』において、当時広く信じられていた地下の理想郷神話「アガルタ」について記している。「アガルタ」神話はインドで「シャンバラ」 Shambhala とも呼ばれており、そこはイニシエートたち（initiates、秘儀参入者）が住まい、人類の霊的指導者である「大師たち」(the Masters) が率いるという。
1927年
フランスのルネ・ジャン・マリー・ジョゼフ・ゲノンは『世界の王』(The King of the World) で、世界の王の資質を語るにあたり、中央アジアにある「シャンバラ」から至る地球内部にある理想の王国「アガルタ」を引用し深く考察している。
第二次世界大戦終結時
「アドルフ・ヒトラーと少数の側近が、南極にある開口部を通って地球の空洞内部に脱出した」という空想的な記事が流布された。
1968年11月23日
気象衛星「ESSA-7」が鮮明な“北極の穴”を撮影したとされ、世界中が大騒ぎになった。当時の気象衛星の軌道から写真撮影すると、カメラアングルの関係で極地方は写らない。このため写真を一枚に合成すると、撮影されていない極地方は真っ黒になり、ちょうど、ポッカリと穴が開いているように見える。また、写真撮影の時期は北極で日が昇らない極夜にあたり、この時期に太陽光が届かない地域が穴が開いているように見えるともいう。
1969年
アメリカのレイモンド・バーナードが、『空洞地球――史上最大の地埋学的発見』(The Hollow Earth - The Greatest Geographic Discovery in History) を出版。これは極地探検で有名なリチャード・バード少将が、「1947年の南極探検飛行の最中に大穴の中へ迷いこみ、氷原のあるはずの場所に緑あふれる谷間を発見した」、という内容であった。
この書籍にはリードとガードナーのアイデアが使われており、シムズの存在は完全に無視されている。焼き直されたアイデア以外に、バーナードが独自のアイデア（UFOは地球内部からやって来る、内部世界には環状星雲 (Ring Nebula) が存在する、など）を付け加えている。
フィクションでの扱い
「隠された智慧を護る秘密の賢人たちや超人的な種族が、秘密の地下都市、もしくは空洞地球の内面に住んでいる」という説は、作家によってしばしば書かれた。それらによれば、「南極、北極、チベット、ペルー、シャスタ山（カリフォルニア州）などはすべて、これらの地下の領域への入口となっており、UFOは地球内部の空洞を基地としている」とされた。

## 凹面の地球（類似例）

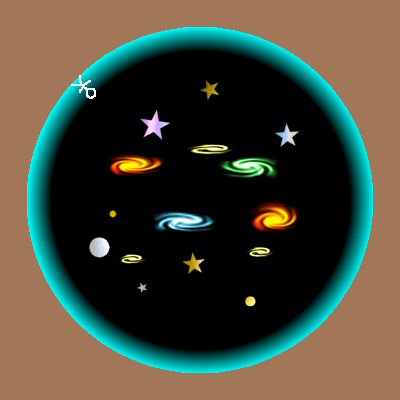
「凹面」地球のアイデア。画像の左上に、歩いている人の姿が小さく描かれている。つまり、外側の茶色の部分が地面で、内側にポッカリ開いた部分が空、という考え方。

「我々は、中空の惑星の外部表層に住んでいる」という代わりに、「我々の世界は、凹面の内部に存在する」と考えた者がいる（「凹面」地球理論と言える）。これは、人類の居住している地球表面が、実は「無限に続く岩塊の中に存在する、泡状の球体の内部であり、太陽や月や星は、空間内部に浮かぶ雲のようなもの」という奇想天外なものである。
アメリカの医師であり、自称錬金術師のサイラス・リード・ティード（Cyrus Reed Teed、1839-1908。別名コレシュ）は、1869年、凹面地球モデル『空洞宇宙起源論』を提唱し、「コレシュ・ユニティ」(Koreshan Unity) というカルトを設立した。彼らのコロニーはフロリダ州の史跡として保存されていたが、ティードの信者は全員が故人となっている。
その後、1897年にアメリカのU・G・モロウが同様の主旨を発表。1925年、ドイツ人のカール・ニューバートが、研究書を刊行した。
「ティードの凹面地球モデルに影響されたヒトラーが、カメラの狙いを空に定めることによって英国艦隊を発見しようとした」というウワサが根強く残っている。ジェラルド・カイパー「第二次世界大戦中のドイツ天文学」（『ポピュラー・アストロミー』1946年6月号）によれば、1942年4月に、赤外線写真の専門家であるハインツ・フィッシャー博士を最高責任者とするドイツ海軍の特別研究チームが、バルト海のリューゲン島に研究所を開設し、海岸で水平線から仰角45度を特注の赤外線カメラで撮影することによって、「はるか遠方（＝凹面の対岸）にいるイギリス海軍の艦船を察知」しようとした試みを行ったという。
凹面地球説では、太陽などの天体が沈む現象を説明する必要がある。これについて、光は屈曲して進むので天体の光が届かない場所が生じる、上空に行くほど距離は指数的に割り増しされるため、空洞の中心付近を通る光は減衰して見えなくなる、といった説明がなされる。

## フィクションにおける地球空洞説
ニコラス・クリミウスの地下世界の旅 (Nicolai Klimii iter subterraneum)（1741年）
デンマークのルズヴィ・ホルベアの風刺的小説。主人公のニコラスは洞窟探検中に穴に落ち、地球内部の空洞へ行く。地球内面の国や、空洞内を回る惑星で奇妙な社会を見聞し、地底人の政治闘争に巻き込まれる。
シムゾニア・ある発見航海 (Symzonia: A Voyage of Discovery)（1823年）
アダム・シボーン大尉（Captain Adam Seaborn、アメリカ）の作品。「地球内部には、2個の太陽と2個の月がある」と描写された。シムズの説を元にしたものであり、「著者の正体はシムズである」とするものが多かった。
ハンス・プファールの無類の冒険 (The Unparalleled Adventure of One Hans Pfaall)（1830年代）
エドガー・アラン・ポーの短編小説。シムズの説を元にしている。超高空の気球から北極点の穴が観察されるシーンを描いた。
1833年には『壜の中の手記』、1838年には『ナンタケット島出身のアーサー・ゴードン・ピムの物語』を発表。いずれの海洋奇談でも、結末で地球空洞説が強く暗示される。
地底旅行 (Voyage au centre de la terre)（1864年）
ジュール・ヴェルヌの小説。主人公たちはアイスランドの死火山の噴火口から地底世界に侵入し、巨大な地下空間で太古の植物や首長竜と遭遇する。ただし本作では地中海に匹敵する巨大な空間は描かれるものの、地球空洞説を強く示唆する表現は無い。
スモーキー・ゴッド (The Smoky God)（1908年）
アメリカの作家、ウィリス・ジョージ・エマーソンの小説。「ノルウェー人の漁師オラフ・ヤンセンの地球内部への進入体験記」という体裁をとっている。
これは、「ヤンセン父子が暴風雨に巻き込まれて北へ北へと漂流し、やがて動かない小さな赤い太陽に照らされた場所に出る。そこで彼らは身長4mの優しい巨人たちに助けられ、地下世界で2年半を過ごす。やがて父子は地上に戻ろうとするが、その航海の途中で氷山に激突して難破。父親は死亡し、なんとか助けられたオラフも狂人として28年間を精神病院で過ごすこととなる。95歳のオラフは、だれにも信じてもらえなかった地下世界の話を友人だったエマーソンに伝えた後、高齢のため死亡した」、という話である。一部の人々は、この本をノンフィクションだと信じた。邦訳（『地球内部を旅した男』徳間５次元文庫）がある。
ペルシダー・シリーズ（1914年～1944年）
エドガー・ライス・バローズの小説。ペルシダーでは空洞中央に決して沈まない小型の太陽があり、常に中天に太陽が存在するため、地下の住民たちには時間の概念がないとされた。
地上で絶滅した生物と、原始的な人類が存在するほか、超能力を有する知的爬虫類「マハール族 (Mahars)」他、未知の生物も存在している。
狂気の山脈にて (At the Mountains of Madness)（1931年）、他
ハワード・フィリップス・ラヴクラフトの小説。本作に代表されるように、クトゥルフ神話における特徴的なモチーフのひとつとして、「さまざまな異形の旧支配者たちの棲み家」として、地下の門や、地下迷宮が描写されることが多い。

サイボーグ009・地下帝国ヨミ編（1966年）
石ノ森章太郎の漫画。地球空洞説を採用している。地殻にある入りくんだ広めの洞窟内に作られた地下帝国に過ぎず、一般的地球空洞説でない。映画『サイボーグ009 怪獣戦争』、アニメ『サイボーグ009』（平成版）にも受け継がれた。
アバンチュール21（1970年）
手塚治虫の漫画。地底列車「ルナパーク三号」による、地球空洞説に基づく地底世界の探検が描かれる。
収容所惑星 (The Inhabited Isle)
ストルガツキー兄弟によるロシアのSF小説。主人公が不時着した惑星は、「異常に強い大気の屈折のため、大地は凹面に見え、密度の高い大気のせいで星空が存在しない」。そのため、住民たちは「自分たちが、凹面の惑星に住んでいる」と考えている。
恐怖新聞（1973年〜）
つのだじろうのオカルト漫画、恐怖新聞の第8話「北極点の謎」にて、主人公の鬼形礼が通学する石堂中学にて「地球空洞説」の授業が行われる。授業では、北極圏にある空洞世界の出入り口からUFOが飛来してきている可能性を示唆し、UFOの目撃情報がある以上地球空洞説は否定しきれない、と図説や歴史事実とともに教えられる。
アクマイザー3（1975年）
石ノ森章太郎原作、東映製作の特撮テレビドラマ。主人公および敵は、地球内部の空洞世界「ダウンワールド」に住むアクマ族。
タイムボカン（1975年）
タツノコプロ製作のテレビアニメ。第54話「地底王国のナゾだペッチャ」で、オーロラの光がダイナモンドと関連が有ると睨んだ丹平たちとマージョ一味は、1674年の北極へ向うが、北極点から地球の内部に侵入し、ムー大陸の末裔が住む地底王国ピンケリアに出会う。
はるかなるレムリアより（1975年）
高階良子作の漫画。死の霧が地上を覆う中、人類の女王アムリタデヴィ=涙とナーガラージャ=紀彦が1つになって新たなラ・ムーとなり人々を「レムリア（ムー文明）滅亡後、地球内部の空洞世界に築いた新たなレムリア」に導き、妻と涙の妹・新子が殺されたことも知らずに探検先で死の霧で死にかけるもアムリタデヴィとして覚醒した涙の力で地底に運ばれ、いつの間にか「第2のレムリア」に到達していた涙の現世の父と兄・英夫が嘘つきの出来損ないの少女と自分達が蔑んでいた涙に再会し、彼女こそが探検の目的であるレムリアの繁栄の鍵を握る人類の女王の転生だったことを知る。
恐竜大戦争アイゼンボーグ（1977年）
円谷プロダクション製作の特撮作品（アニメ合成ドラマ）。太古の昔に滅んだとされた恐竜の一部が、地球内部の空洞に「恐竜軍団」を築いて移住し、そこで恐竜は怪獣へと進化した。
空洞地球 The Hollow Earth（1990年）
ルーディ・ラッカーの小説。エドガー・アラン・ポーと、彼のアイデアをモチーフとする。
ネットゲーム90 蓬萊学園の冒険!（1990年）
遊演体によるプレイバイメール。蓬萊学園がある宇津帆島に、地球空洞世界「月光洞」への入り口が存在する。
ゲゲゲの鬼太郎（1991年）
『鬼太郎国盗り物語』が該当。物語途中で経緯に関する設定が変更されたが、地球が空洞になっていて海中に沈んだムー大陸は地下で発展していた。
魔装機神シリーズ（1991年～2014年）
ゲームソフト『スーパーロボット大戦シリーズ』に登場するバンプレストオリジナルの架空のロボットアニメ。
地球に存在する地下世界ラ・ギアスを舞台とする。
設定の初出は1991年の『第2次スーパーロボット大戦』、実際にラ・ギアスが舞台になったのは1994年の『スーパーロボット大戦EX』が初めて。
ドラえもん のび太の創世日記（1994年～1995年）
藤子・F・不二雄原作の漫画、およびアニメ映画。「のび太がドラえもんのひみつ道具「創世セット」で作り出した、もうひとつの地球」に地底空間が登場する。その世界は、中心に内核・外核にあたるものがなく、代わりに中心に太陽にあたるものがあり、重力も内部世界では逆転する。
なお、『ドラえもん』短編作品「異説クラブメンバーズバッジ」においても、地球空洞説が取り上げられている。
新海底軍艦（1995年～1996年）
フェニックス・エンタテインメント制作のOVA。「地空」を住処とする地空人がヒロインおよび敵勢力として登場する。
Not Found 23 ネットから削除された禁断動画（2016年）
同ビデオシリーズ編集部宛に「地底人が写っているとされる動画」が送られてきた。その動画の送り主は、地底人研究家を名乗る森山清氏という人物で、地球空洞説を唱える。真実を求め、森山と編集部は空洞世界の入口があるという新島に取材に向かう（File: 4/File: 8 地底人現る）。
アイアン・スカイ 第三帝国の逆襲（2019年）
地球の深部にアドルフ・ヒトラーとヴリル協会が支配するロストワールド的な世界が存在する。
モンスター・ヴァースシリーズ
『ゴジラvsコング』において過去3作で仮説として語られていた地下空洞が登場。コングを筆頭に、巨大生物による独自の生態系が形成されている。

### 地球以外
月シリーズ（1923年～1925年）
エドガー・ライス・バローズの小説。月が空洞になっており、内部に月人や生物が生存している（外部には生命は存在しない）。
タイムボカン
先述の第54話より前の第51話「月の世界はステキだペッチャ」で、1969年7月20日の「人類初の月面着陸」のフイルムを見ていたマージョ一味は、月にある「テクタイト」をダイナモンドと睨んで、ロケット搭載のウサギメカで出撃、丹平たちもロケット搭載のドタバッタンで後を追う。だが月面に着いた双方は、ウサギのような人間に出会って驚く。実は月には先住民族が居て、月の内部の空洞に王国を築いて住んでいた。なおドタバッタンとウサギメカの戦いが終わった後、月星人は月を後にして他の星へ移住した。
魔動王グランゾート（1989年～1990年）
ロボットアニメ。月の内部に別世界がある。
ふしぎ星の☆ふたご姫（2005年）
アニメーション。ふしぎ星は、星の内部には7つの国があり、中心には人工太陽がある。他の作品とは違い、外殻に生物が存在しているような描写がない。
たまごっち（2006年7月22日発売「ウラじんせーエンジョイ！たまごっちプラス」における、第二期以降での設定）
玩具シリーズ。「よだれの滝」から入ることのできる、たまごっち星の口腔内部に「ウラたまタウン」と呼ばれるジオフロントに似たものが存在する。輝く星を補完する装置「人工お星様」や太陽を補完する装置（人工太陽）「太陽ライト」などがあり、それらが天井からつり下げられている描写が存在する。ある程度は制限されるものの、外殻との往来は船等により自由に可能。メディアミックスでは基本的に描写されていないが、漫画版や、玩具における一部の記念バージョンで登場したことはある。なお、第一期の設定からすると矛盾が発生するため、第二期以降での設定と表記。